# Киркман, Роберт
Ро́берт Ки́ркмэн (англ. Robert Kirkman; род. 30 ноября 1978 года, Ричмонд, Кентукки, США) — американский писатель, продюсер и сценарист, автор комиксов, наиболее известный своей работой над серией комиксов Ходячие мертвецы и Неуязвимый для Image Comics и Marvel Team-Up и Marvel Zombies для Marvel Comics. Вместе с Тоддом Макфарлейном работал над созданием серии Haunt, и с ним же входит в число пяти владельцев Image Comics и единственным из них, кто не был соучредителем издательства. Киркман участвует в создании телесериала «Ходячие мертвецы», снятого по мотивам комикса его авторства и написал сценарий к четвёртому эпизоду, «Vatos».

## Биография

### Ранняя жизнь
Родился 30 ноября 1978 года в городе Ричмонд, штат Кентукки.

## Личная жизнь
Киркман вместе с женой живёт в Кентукки. Они назвали своего сына Питера "Паркера" Киркмана в честь настоящего имени Человека-паука.

### Image Comics
- The Astounding Wolf-Man (2007—2010)
- Brit (2003—2004, 2007—2008)
- Capes (miniseries)
- Guarding the Globe (2010—2011)
- Haunt (2009-present)
- Image United (2009—2010)
- Invincible (2003—2018)
- Pilot Season для партнёрского издательства Top Cow Comics (2009/2010)[10]
  - Murderer #1 (W) Роберт Киркман (A) Нельсон Блейк II (Cov) Марк Сильвестри
  - Demonic #1 (W) Роберт Киркман (A) Джо Бенитес (Cov) Марк Сильвестри
  - Stealth #1 (W) Роберт Киркман (A) Шелдон Митчелл (Cov) Марк Сильвестри
  - Stellar #1 (W) Роберт Киркман(A) Бернард Чанг (Cov) Марк Сильвестри
  - Hardcore #1 (W) Роберт Киркман (A) Брайан Стелфриз (Cov)Марк Сильвестри
- Super Dinosaurio (2011-настоящее время)
- SuperPatriot
- Tech Jacket (2002—2003)
- The Walking Dead (2003—2019)

### Marvel Comics
- Captain America vol. 4, #29-32 (2004)
- Destroyer
- Epic Anthology #1
- Fantastic Four: Foes #1-6 (2005)
- The Irredeemable Ant-Man #1-12 (2006—2007)
- Jubilee #1-6 (2004)
- Marvel Knights 2099
- Marvel Team-Up #1-25 (2005—2007)
- Marvel Zombies (2005—2007)
  - Marvel Zombies vol.1 #1-5 (2005—2006)
  - Marvel Zombies: Dead Days (2006)
  - Marvel Zombies 2 vol.2 #1-5 (2007)
- Ultimate X-Men #66-93 & ежегодник #2 (2006—2008)

### Другое
- Battle Pope (2000)
- Army of Darkness (2006)